# Max Scheer
Max Martin Scheer (* 16. Februar 1926 in Trebnitz, Provinz Niederschlesien; † 9. Mai 2000) war ein deutscher Physiker und Hochschullehrer an der Julius-Maximilians-Universität Würzburg. Er war dort Konrektor (1969–1971), Rektor (1971–1973), Prorektor (1973–1975) und viermal Dekan der Fakultät für Physik und Astronomie.

## Ausbildung und Wirken
Max Scheer studierte Physik in Würzburg, Promotion 1953 (Untersuchung des Polarisationsgrades im Spektrum der Röntgen-Bremsstrahlung einer dünnen Antikathode), 1959 habilitierte er sich (Untersuchungen über die Erzeugung von Röntgen-Bremsstrahlung in einem Betatron). Über drei Jahrzehnte, 1962–1994, hatte er den Lehrstuhl für Experimentelle Physik an der Julius-Maximilians-Universität Würzburg inne. Forschungsschwerpunkt war die Röntgenstrahlung.
Scheer entwickelte ein „leistungsgesteuertes Losverfahren“ (von ihm „Römischer Brunnen“ oder „Kaskadenmodell“ genannt), bei dem Numerus clausus Studienplätze in einer Mischung aus Abiturnote und Losverfahren vergeben werden. Sieben Jahre gehörte er dem Senat der Universität an.

## Ehrungen
- 1973: Goldenes Stadtsiegel der Stadt Würzburg
- 1984: Röntgen-Plakette der Stadt Remscheid
- 1990:  Bene-Merenti-Medaille der Universität Würzburg in Gold[2]
- 1993: Excelsior Award der State University of New York Albany
- Bayerischer Verdienstorden
- Bundesverdienstkreuz 1. Klasse
- Im Dezember 2000 wurde der von ihm mitgeplante „Hörsaal 1“ im Naturwissenschaftlichen Hörsaalgebäude der Universität offiziell zum „Max-Scheer-Hörsaal“ umbenannt.

## Quelle
- Das Magazin der Bayerischen Julius-Maximilians-Universität Würzburg „Blick“ 1 (2001), S. 149